# Warren Harding (Bergsteiger)
Warren J. Harding (*  18. Juni 1924; † 27. Februar 2002) war ein US-amerikanischer Bergsteiger und Pionier des Bigwall-Kletterns in Kalifornien.

## Leben
Harding wuchs in Downieville in Kalifornien auf, als Sohn einer Familie, die in der Zeit der Großen Depression in den 1930er Jahren aus dem Mittleren Westen (Iowa) dorthin zog. Er begann Ende der 1940er Jahre in der Sierra Nevada mit dem Klettern und machte ab 1953 durch einige gewagte Erstbegehungen in der Kletterszene im Yosemite-Tal von sich reden, in Konkurrenz insbesondere zu Royal Robbins. Nachdem Harding und sein damaliger Kletterpartner Mark Powell in der Begehung der Nordwestseite des Half-Dome knapp von Robbins geschlagen wurden, beschlossen sie im Juli 1957 die Wand The Nose am El Capitan in Angriff zu nehmen. Da ihre Versuche große Zuschauermengen anlockten, untersagte der Park Service einmal das Weiterklettern und ordnete an, dass solche Besteigungen nur noch außerhalb der Saison erfolgen sollten. Am 12. November 1958 gelang die legendäre Erstbesteigung schließlich Harding mit Wayne Merry, George Whitmore und Rich Calderwood in 47 Tagen mit mehreren Anläufen. Die Route ist bis heute eine der populärsten Felskletter-Routen der USA.
Von sich Reden machte Harding auch in einer spektakulären, 27 Tage dauernden Erstbesteigung der Wall of the early morning light am El Capitan 1970 mit Dean Caldwell, die damals erhebliche Medienaufmerksamkeit erreichte (mit Fernsehberichten und einem Artikel in Life-Magazine). Als sie während eines Sturms mehrere Tage in der Wand festsaßen, weigerten sie sich vom Park Service gerettet zu werden. Royal Robbins folgte ihm kurz danach in einem Durchstieg, der nur 7 Tage dauerte, wobei er viele von dessen Bohrhaken entfernte, um die Wand sauber zu halten. Nach dieser Besteigung war Harding vorübergehend ein Medienstar, der in Talkshows auftrat und auf Vorlesereise ging.
Harding war bekannt für sein extrovertiertes, raues Auftreten (Spitzname Batso), inklusive einer Vorliebe für große Mengen billigen Rotweins und eines poltrigen Humors. Er war ein Pionier in der Verwendung verschiedener Kletterhilfsmittel, teilweise entwickelt mit Roger Derryberry und vorher in den 1950ern mit Dolt Feuerer. Da sein Ziel nach eigenen Worten weniger in klettertechnischer Finesse bestand, und er um ans Ziel zu gelangen auch große Mengen permanenter Bohrhaken setzte, wurde er von anderen Bigwall-Pionieren wie Royal Robbins kritisiert, der sich für sauberes, ästhetisches Klettern mit möglichst wenig Bohrhaken einsetzte. Bei seinen Touren ließ sich Harding von ernsthaften Verletzungen nicht abhalten, so kletterte er einmal kurz nach einem Beinbruch durch einen Autounfall. Am Half Dome des Yosemite musste er im November 1968 mit dem Kletterer und Fotografen Galen Rowell mehrere Tage einem winterlichen Kälteeinbruch in der Wand campieren, was beide nur knapp überlebten. Sie mussten durch einen Helikopter (und den sich abseilenden Royal Robbins) aus der Wand befreit werden.
Harding veröffentlichte 1975 seine Memoiren.
Hauptberuflich war er Landvermesser und Bauarbeiter, erst für den Staat Kalifornien, dann für private Firmen, in Kalifornien, Alaska und Vietnam. Nach den 1980er Jahren gab er das Bergsteigen auf und verlegte sich aufs Ballonfahren.

## Schriften
- Downward Bound: A Mad! Guide to Rock Climbing, Prentice Hall 1975, Menasha Ridge Press, Birmingham, Alabama 1990